# 西大原駅
西大原駅（にしおおはらえき）は、千葉県いすみ市新田にある、いすみ鉄道いすみ線の駅である。

## 歴史
- 1960年（昭和35年）6月20日：国鉄木原線の駅として開設[1]。当初の大原駅との営業キロは1.8キロメートル（km）[1]。
- 1987年（昭和62年）4月1日：国鉄分割民営化に伴い、JR東日本の駅となる[1]。
- 1988年（昭和63年）3月24日：木原線の第三セクター鉄道転換に伴い、いすみ鉄道いすみ線の駅となる[1][2]。大原駅との営業キロを1.8 kmから1.7 kmに改キロ[1]。

## 駅構造
単式ホーム1面1線を有する地上駅である。無人駅。

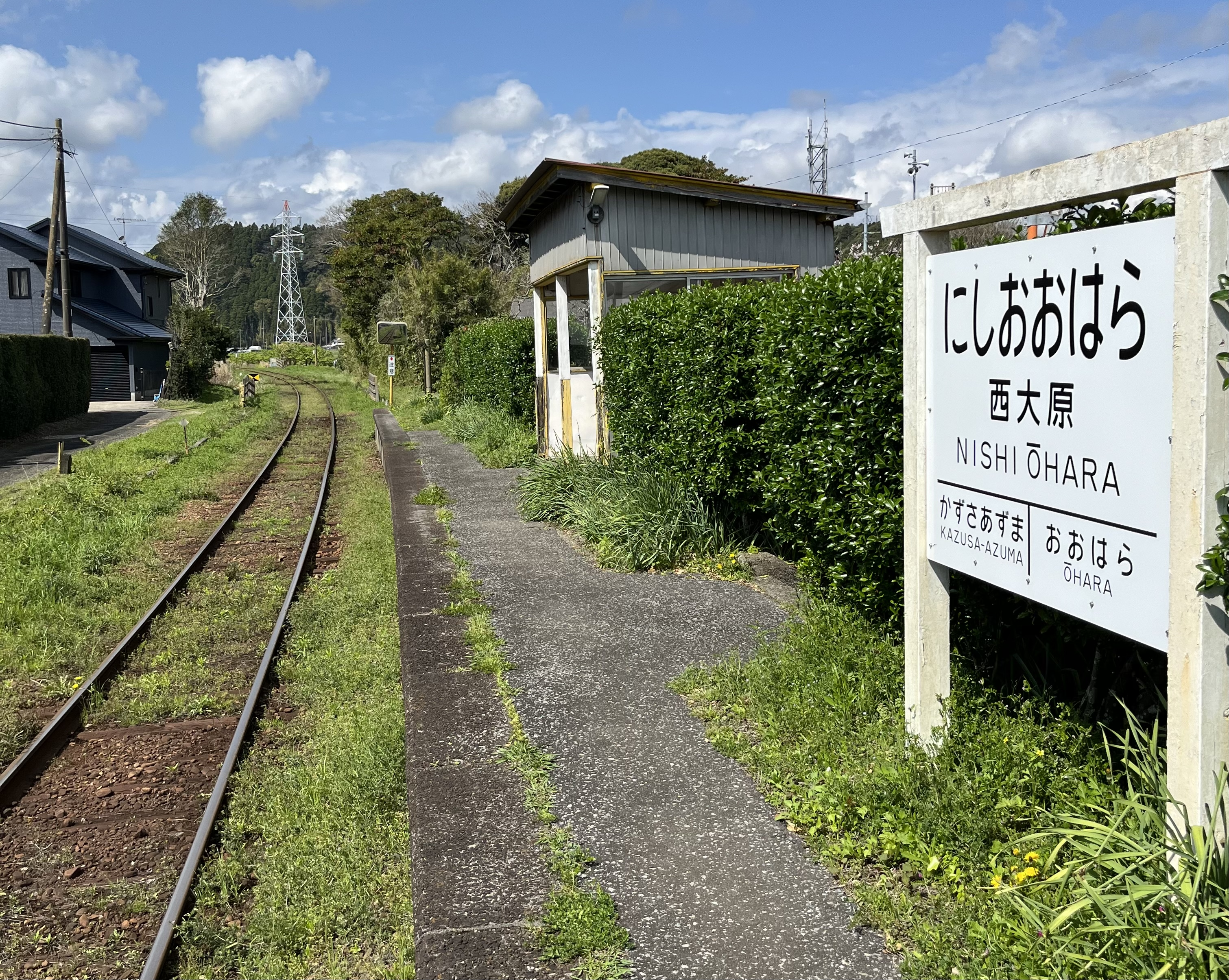
駅ホーム（2023年3月）

## 利用状況
2019年度の1日平均乗車人員は11人である。大原駅まで約2 km弱と近いため、利用者は少ない。
近年の一日平均乗車人員推移は以下の通り。
|        | 乗車人員 | 乗車人員 | 乗車人員 |
| 年度   | 一日平均 | 定期外   | 定期     |
| ------ | -------- | -------- | -------- |
| 2007年 | 27       |          |          |
| 2008年 | 25       |          |          |
| 2009年 | 25       |          |          |
| 2010年 | 24       |          |          |
| 2011年 | 20       |          |          |
| 2012年 | 23       |          |          |
| 2013年 | 24       |          |          |
| 2014年 | 22       |          |          |
| 2015年 | 18       |          |          |
| 2016年 | 13       |          |          |
| 2017年 | 15       |          |          |
| 2018年 | 13       |          |          |
| 2019年 | 11       | 4        | 8        |

## 駅周辺

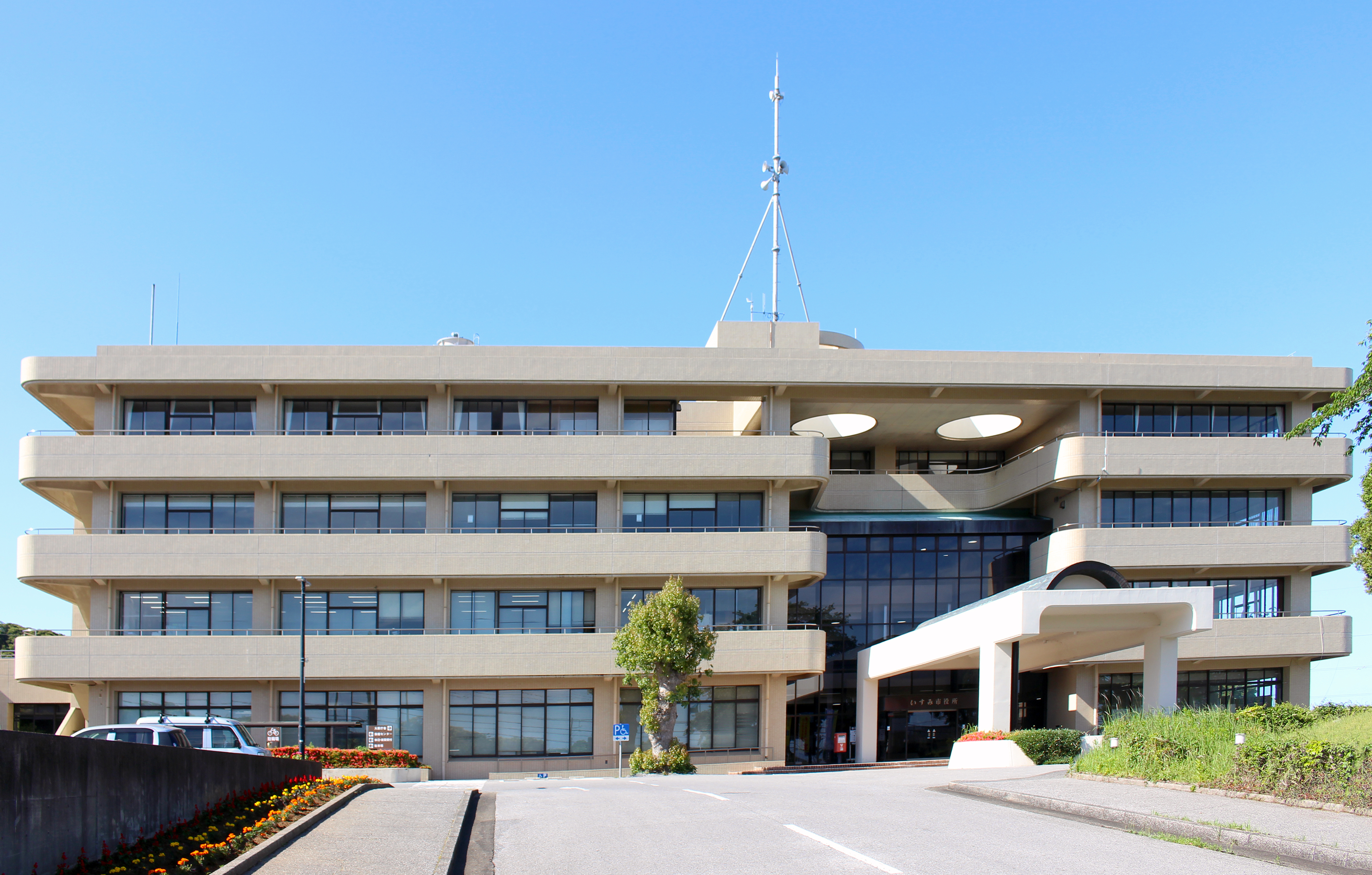
いすみ市役所

駅出入口は国道465号に面している。駅南側1キロメートル圏内に、いすみ市役所、法務省千葉地方法務局いすみ出張所、いすみ市商工会、夷隅教育会館、いすみ市立大原中学校などが位置するが、いずれも大原駅が最寄駅となる。
- いすみ市矢玉公民館
- いすみ市立東海小学校
- JAいすみグリーンスパいすみ（大原農産物直売所）
- 子山ホーム
- 子山保育園
- いすみ市大原クリーンセンター
- 夷隅長生臨床検査センター
- 坂水寺
- 発坂峠古戦場（万喜城の土岐氏と、里見氏・正木氏の古戦場跡）

## 隣の駅
いすみ鉄道
■いすみ線
大原駅 - 西大原駅 - 上総東駅